# Không thời gian (phim truyền hình)
Không thời gian (tên cũ: Câu chuyện quá khứ) là một bộ phim truyền hình được thực hiện bởi Trung tâm Phim truyền hình Việt Nam, Đài Truyền hình Việt Nam phối hợp với Tổng cục Chính trị Quân đội Nhân dân Việt Nam sản xuất do Nguyễn Danh Dũng và Nguyễn Đức Hiếu làm đạo diễn. Phim phát sóng vào lúc 21h00 từ thứ 2 đến thứ 6 hàng tuần bắt đầu từ ngày 25 tháng 11 năm 2024 và kết thúc vào ngày 14 tháng 3 năm 2025 trên kênh VTV1.

## Nội dung
Không thời gian xoay quanh câu chuyện của Trung tá Lê Nguyên Đại và đồng đội. Họ là những người lính thời bình mang trong mình tình yêu nước, lòng quả cảm và tinh thần trách nhiệm cao, nhiệm vụ nào cũng hoàn thành, khó khăn nào cũng vượt qua. Đó là những con người không chùn bước trước hiểm nguy, sẵn sàng hy sinh thân mình để bảo vệ tính mạng của người dân trước thiên tai, dịch bệnh. Những người lính có trái tim nhân ái, sẻ chia, đồng cảm với khó khăn, vất vả của đồng bào nhưng lại vô cùng mưu trí, quyết đoán, vững vàng khi đối diện với kẻ thù có thủ đoạn tinh vi, lợi dụng niềm tin của nhân dân để tuyên truyền chống phá chủ trương, đường lối của Đảng và Nhà nước Việt Nam. Ngược dòng về quá khứ, phim xoay quanh câu chuyện tromg giai đoạn cuối của cuộc kháng chiến chống Mỹ, cứu nước tại Trạm quân y T1, chứng kiến những hình ảnh đầy bi tráng của người lính trong chiến tranh, các y, bác sĩ chiến đấu ngày đêm để giành giật sự sống cho đồng đội giữa bom đạn. Ở đó có tình đồng chí, đồng đội, có tình yêu, tình người, dù đau thương đến mấy cũng không khiến người ta thôi hy vọng…

## Diễn viên
- Nguyễn Mạnh Trường trong vai Trung tá Lê Nguyên Đại[5][6]
- Lê Xuân Anh (Lê Bống) trong vai Cô giáo Mai Dịu Tâm[7][8]
- Đào Chí Nhân trong vai "Tư lệnh" Đào Chí Tài[9][10]
- Lưu Duy Khánh trong vai Đại úy Trần Hùng[11][12]
- Nguyễn Quốc Trị trong vai Ông Lê Văn Nậm[13][14]
  - Phùng Đức Hiếu trong vai Nậm (lúc trẻ)[15]
- Bùi Trung Anh trong vai Ông Trần Văn Cường[16][17]
  - Trần Việt Hoàng trong vai Cường (lúc trẻ)
- Nguyễn Như Quỳnh trong vai Bà Hà Thị Hồi[18]
  - Nguyễn Huyền Trang (Trang Emma) trong vai Hồi (lúc trẻ)[19][20]
- Bùi Xuân Thảo trong vai Ông Hoàng Đình Quý
  - Thừa Tuấn Anh trong vai Quý (lúc trẻ)
- Phạm Thị Bích Ngọc trong vai Trung úy Nguyễn Hạ Miên[21][22]
- Bùi Thạc Phong trong vai Nguyễn Đức Lĩnh[23][24]
- Phạm Anh Tuấn trong vai "Sí dì" Vừ A Lãm[25][26]
- Nguyễn Ngọc Thư trong vai Bà Phỉu Khèn
- Trung Đức trong vai Giàng Bá Lâm[27][28]
- Hoàng Triều Dương trong vai Trần Duy Huy
- Chu Anh Tuấn trong vai Hà Văn Đông
- Hoàng Chí Công trong vai Đại tá Hoàng Quân
- Nguyễn Phú Kiên trong vai Thiếu tướng Lê Nam
- Tô Tuấn Dũng trong vai Thiếu tá Lý Minh Thắng
- Phạm Thị Kim Huyền trong vai Hoàng Thị Nhớ[29][30]
- Yến My trong vai Hạnh[31][32]
- Sùng Lãm trong vai Đại úy Nguyễn Đức Sơn
- Đỗ Hoa Thúy trong vai Nguyễn Hoa Trạm
- Hoàng Phúc Anh trong vai Mùa A Chếnh
- Nguyễn Mạnh Hưng trong vai Nguyễn Mạnh Khải
- Hoàng Thị Diệu Linh trong vai Thương[33]
- Đào Nguyễn Ánh trong vai Lầu Minh Vương[34][35]
- Sỹ Toàn trong vai "Chuẩn tướng" Philip Hạ[36][37]
- Doãn Quốc Đam trong vai Lính canh trạm xá[38][39][a]

Cùng một số diễn viên khác...

## Ca khúc trong phim
| Danh sách nhạc phim theo thứ tự xuất hiện | Danh sách nhạc phim theo thứ tự xuất hiện | Danh sách nhạc phim theo thứ tự xuất hiện | Danh sách nhạc phim theo thứ tự xuất hiện | Danh sách nhạc phim theo thứ tự xuất hiện |
| STT                                       | Nhan đề                                   | Phổ lời                                   | Thể hiện                                  | Thời lượng                                |
| ----------------------------------------- | ----------------------------------------- | ----------------------------------------- | ----------------------------------------- | ----------------------------------------- |
| 1.                                        | "Kỷ niệm mối tình đầu"                    | Vũ Hùng                                   | Vũ Thắng Lợi                              | 5:31                                      |
| 2.                                        | "Nối vòng tay lớn"                        | Trịnh Công Sơn                            | Trương Trần Anh Duy, Leo-G                | 5:40                                      |

## Sản xuất
Không thời gian do Nguyễn Danh Dũng và Nguyễn Đức Hiếu đồng đạo diễn, với phần kịch bản được chấp bút bởi nhóm biên kịch gồm Trịnh Khánh Hà, Lê Huyền và Phạm Ngọc Hà Lê. Bộ phim là dự án đặc biệt do Đài Truyền hình Việt Nam phối hợp với Tổng cục Chính trị Quân đội nhân dân Việt Nam sản xuất nhân dịp kỷ niệm 80 năm ngày thành lập Quân đội nhân dân Việt Nam và 35 năm Ngày hội Quốc phòng toàn dân. Quá trình làm phim bắt đầu từ tháng 6 năm 2024 và đóng máy vào tháng 1 năm 2025. Bối cảnh của phim được được trải dài qua nhiều tỉnh thành như Sơn La, Hoà Bình, Phú Thọ, Thanh Hoá, Hà Nội… Từ năm 2023, những công việc đầu tiên chuẩn bị cho dự án này đã được Trung tâm Phim truyền hình Việt Nam, phối hợp với Cục Tuyên huấn và Tổng cục Chính trị Quân đội nhân dân Việt Nam cùng nhiều lực lượng, đơn vị khác phía quân đội triển khai thực hiện. Ở phần quá khứ, nội dung được xây dựng từ câu chuyện của hai nhà văn là Phạm Ngọc Tiến và Khuất Quang Thụy. Các vai diễn này lần lượt được giao cho Trần Việt Hoàng, Nguyễn Huyền Trang, Thừa Tuấn Anh, Phùng Đức Hiếu thủ vai. Còn ở thời bình, vai chính của phim được giao cho Nguyễn Mạnh Trường, bên cạnh dàn diễn viên thực lực như Lê Xuân Anh, Đào Chí Nhân, Lưu Duy Khánh… cùng dàn nghệ sĩ gạo cội như Đào Trung Anh, Nguyễn Quốc Trị, Nguyễn Như Quỳnh. Đây cũng là lần đầu tiên Mạnh Trường vào vai một người lính sau 10 năm, kể từ bộ phim Đường lên Điện Biên. Trong buổi họp báo ra mắt bộ phim, diễn viên Nguyễn Mạnh Trường chia sẻ, để vào vai Lê Nguyên Đại, anh phải giảm khoảng 5kg để trước khi ghi hình bộ phim, ngoài ra anh phải nhờ tổ hóa trang làm cho da tối hơn; trong quay ngày đầu tiên của phim, anh đã bị thương khi thực hiện cảnh nhảy từ thuyền sang mái ngói nhà dân đang chìm trong biển nước. Trong một cảnh quay của phim, nam diễn viên Đào Nguyễn Ánh từng tiết lộ, anh phải nhảy xuống hồ nước dưới thời tiết 10 độ C. Trong chương trình Gặp gỡ diễn viên truyền hình 2025, Doãn Quốc Đam từng tiết lộ, anh đã phải ăn thịt chuột thật trong một cảnh quay của phim để đảm bảo tính chân thực. Tác phẩm cũng đánh dấu sự trở lại của nữ diễn viên Hoàng Thị Diệu Linh sau 10 năm vắng bóng. Buổi họp báo ra mắt bộ phim được tổ chức vào ngày 11 tháng 11 năm 2024 tại Hà Nội, tác phẩm sau đó chính thức lên sóng vào lúc 21h00 từ thứ Hai đến thứ Sáu hàng tuần, bắt đầu từ ngày 25 tháng 11 năm 2024 trên kênh VTV1.

## Đón nhận
Mặc dù Không thời gian là bộ phim truyền hình duy nhất của VFC vào cuối năm 2024, nhưng rating của bộ phim khá thấp, chỉ đạt gần 4%. Tuy nhiên, theo thống kê của VFC, phim luôn nằm trong top các chương trình có rating cao nhất tuần trong suốt thời gian lên sóng. Trên các nền tảng mạng xã hội, bộ phim cũng tạo nên hiệu ứng lan tỏa mạnh mẽ, với nhiều bình luận tích cực về nội dung, diễn xuất và cách dàn dựng; có tới 700 triệu lượt view và tương tác về bộ phim trên các nền tảng số của VTV. Đặc biệt, tập cuối của phim đã để lại những dấu ấn khó phai trong lòng khán giả.
Vào ngày 1 tháng 4 năm 2025, tại Hà Nội, Tổng cục Chính trị Quân đội nhân dân Việt Nam phối hợp với Đài Truyền hình Việt Nam tổ chức Hội nghị tổng kết dự án phim Không thời gian, có sự tham dự và chỉ đạo hội nghị của Bộ trưởng Bộ Quốc phòng Việt Nam Phan Văn Giang. Tại Hội nghị này, Đại tướng Phan Văn Giang đã trao bằng khen của Bộ trưởng Bộ Quốc phòng tặng các tập thể và cá nhân có thành tích xuất sắc trong công tác phối hợp sản xuất bộ phim; Thượng tướng Trịnh Văn Quyết trao bằng khen của Tổng cục Chính trị Quân đội nhân dân Việt Nam tới các tập thể, cá nhân; Đại tướng Nguyễn Tân Cương trao quà của Bộ Quốc phòng tới các tập thể và cá nhân.

## Giải thưởng
| Năm  | Giải thưởng                                | Hạng mục                     | (Người) đề cử      | Kết quả   | Nguồn                |
| ---- | ------------------------------------------ | ---------------------------- | ------------------ | --------- | -------------------- |
| 2025 | Liên hoan Truyền hình toàn quốc lần thứ 42 | Nam diễn viên chính xuất sắc | Nguyễn Mạnh Trường | Đoạt giải | [ 57 ] [ 58 ] [ 59 ] |
| 2025 | Liên hoan Truyền hình toàn quốc lần thứ 42 | Phim truyền hình             | —                  | Giải Vàng | [ 60 ] [ 61 ] [ 62 ] |